# Carlo Bergamini (F 590)
Carlo Bergamini (F 590) je víceúčelová fregata Italského námořnictva, která je v aktivní službě od roku 2013. Jedná se o vedoucí loď italské třídy Carlo Bergamini.

## Stavba lodi a služba
Dne 16. července 2011 se v továrnách Fincantieri v Rivě Trigoso uskutečnilo slavnostní spuštění lodi na vodu za přítomnosti náčelníka generálního štábu generála Biagia Abrateho, náčelníka štábu námořnictva admirála Bruna Branciforteho a generálního ředitele společnosti Fincantieri Giuseppe Bona. Křest lodi provedla Maria Bergamini Loedlerová, vnučka admirála Carla Bergaminiho, po němž je loď pojmenována.
Dne 6. října 2011 se uskutečnily první námořní zkoušky fregaty Carlo Bergamini.
Dne 14. září 2012 loď pod velením kapitána Gianmarca Conteho poprvé vplouvala do námořní stanice Mar Grande v Tarantu na závěr oslav potopení bitevní lodi Roma.
Do srpna 2013 prováděla v Tarentském zálivu sérii zkoušek za účelem certifikace funkčnosti všech palubních systémů, integračních zkoušek bojového systému a systému velení a řízení, a to prostřednictvím zkoušek na moři i v přístavu.
Carlo Bergamini byla námořnictvu předána 29. května 2013 v námořní základně v La Spezii. Bojová vlajka jí byla předána 16. října 2013 v přístavu Ancona. V listopadu 2013 loď zahájila v rámci námořní kampaně „Country System v pohybu“ plavbu kolem Afriky s 30. námořní skupinou.

## Výzbroj
Carlo Bergamini je vyzbrojena osmi vypouštěcími kontejnery pro protilodní střely Teseo Mk 2, jedním šestnáctinásobným vertikálním odpalovacím zařízením Sylver A50 pro protiletadlové řízené střely Aster 15 nebo Aster 30. Dále je loď vybavena jedním 127mm lodním kanónem Otobreda, jedním 76mm lodním kanónem OTO Melara, dvěma dálkově ovládanými 25mm automatickými kanóny Oerlikon KBA a dvěma trojitými torpédomety pro 324mm torpéda MU90 Impact.

## Galerie

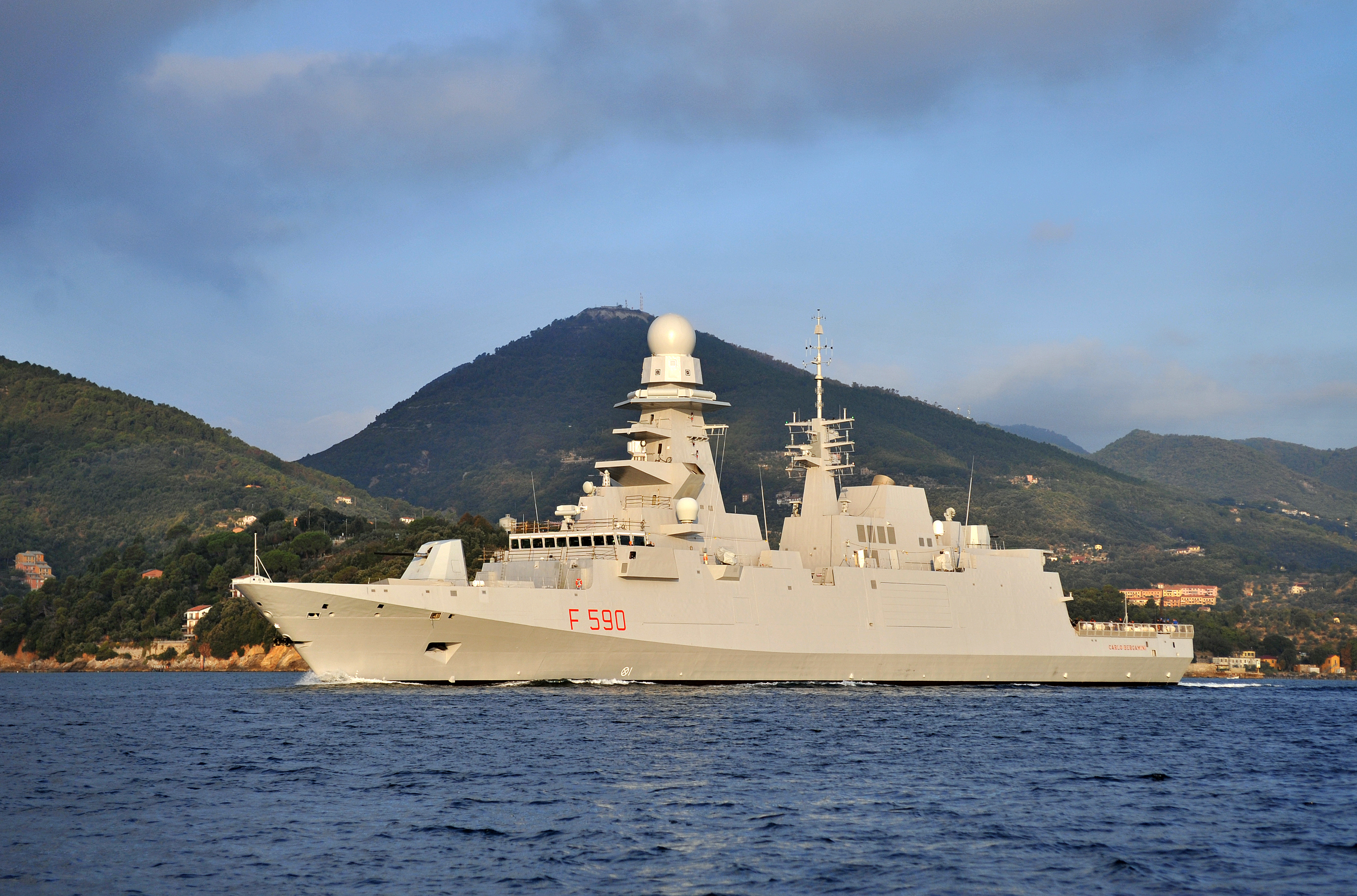
Fregata Carlo Bergamini (F 590) u italského pobřeží v roce 2011
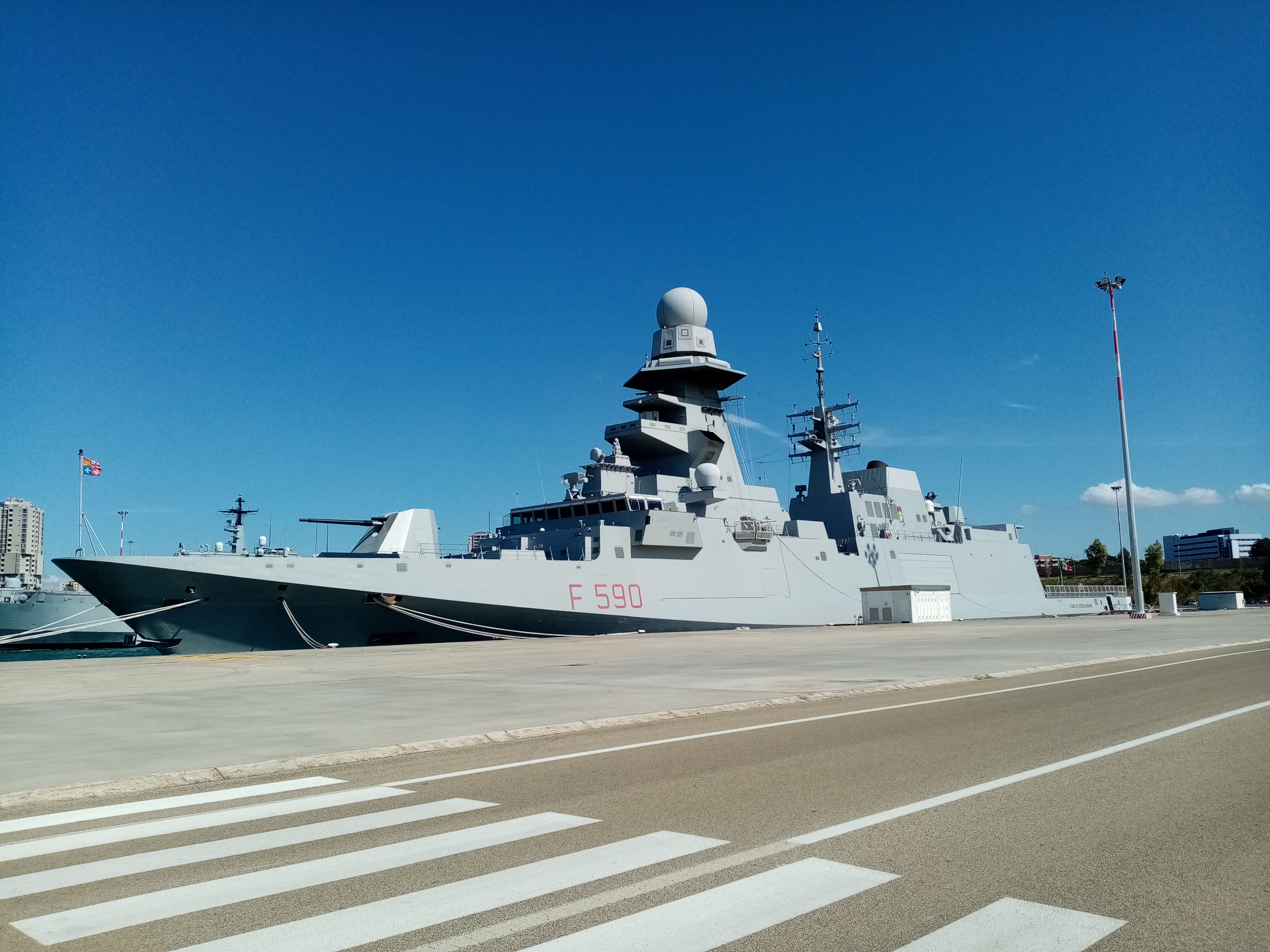
Carlo Bergamini kotvící v přístavu v Tarantu v roce 2019
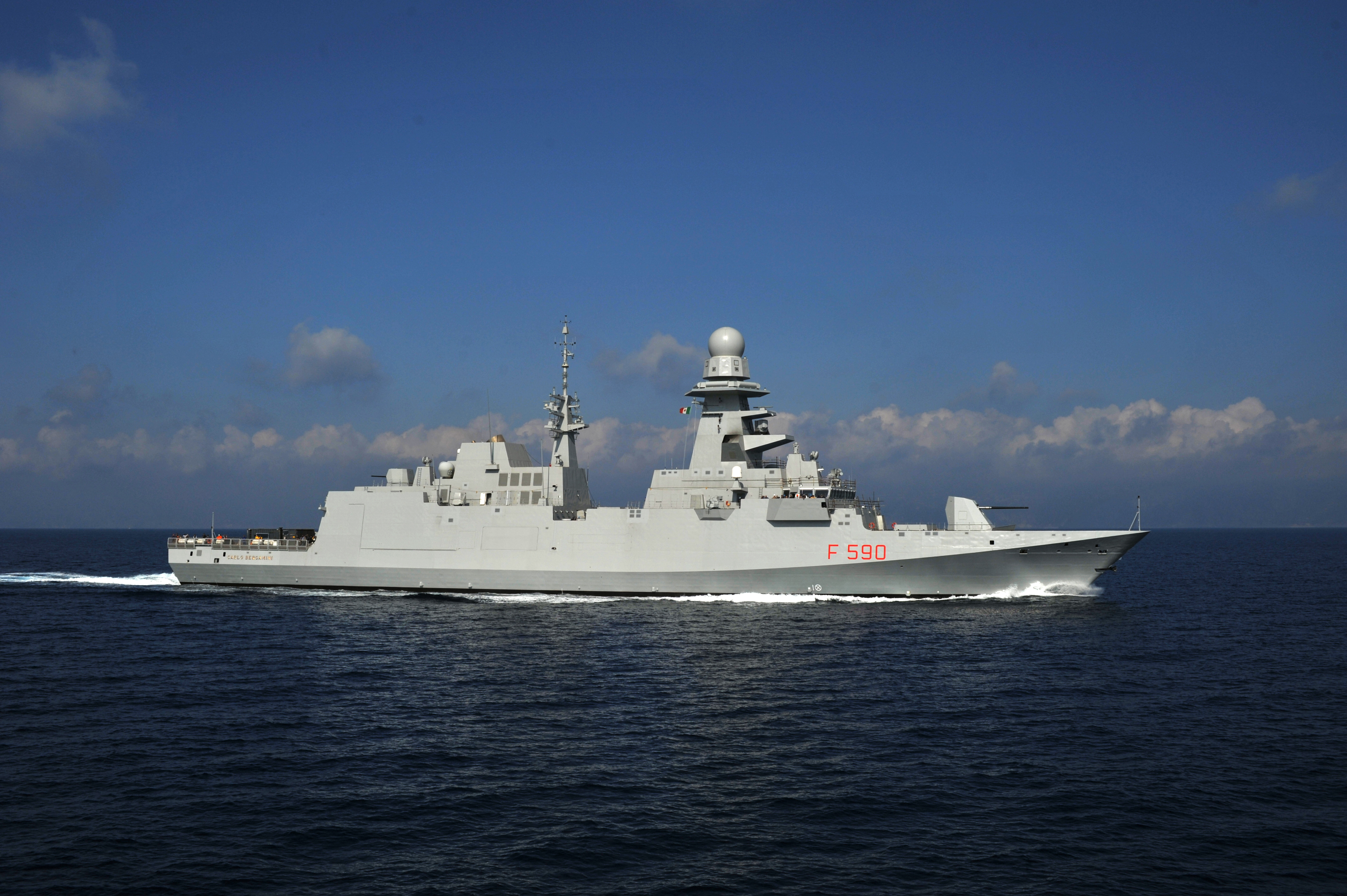
Carlo Bergamini na moři v roce 2011
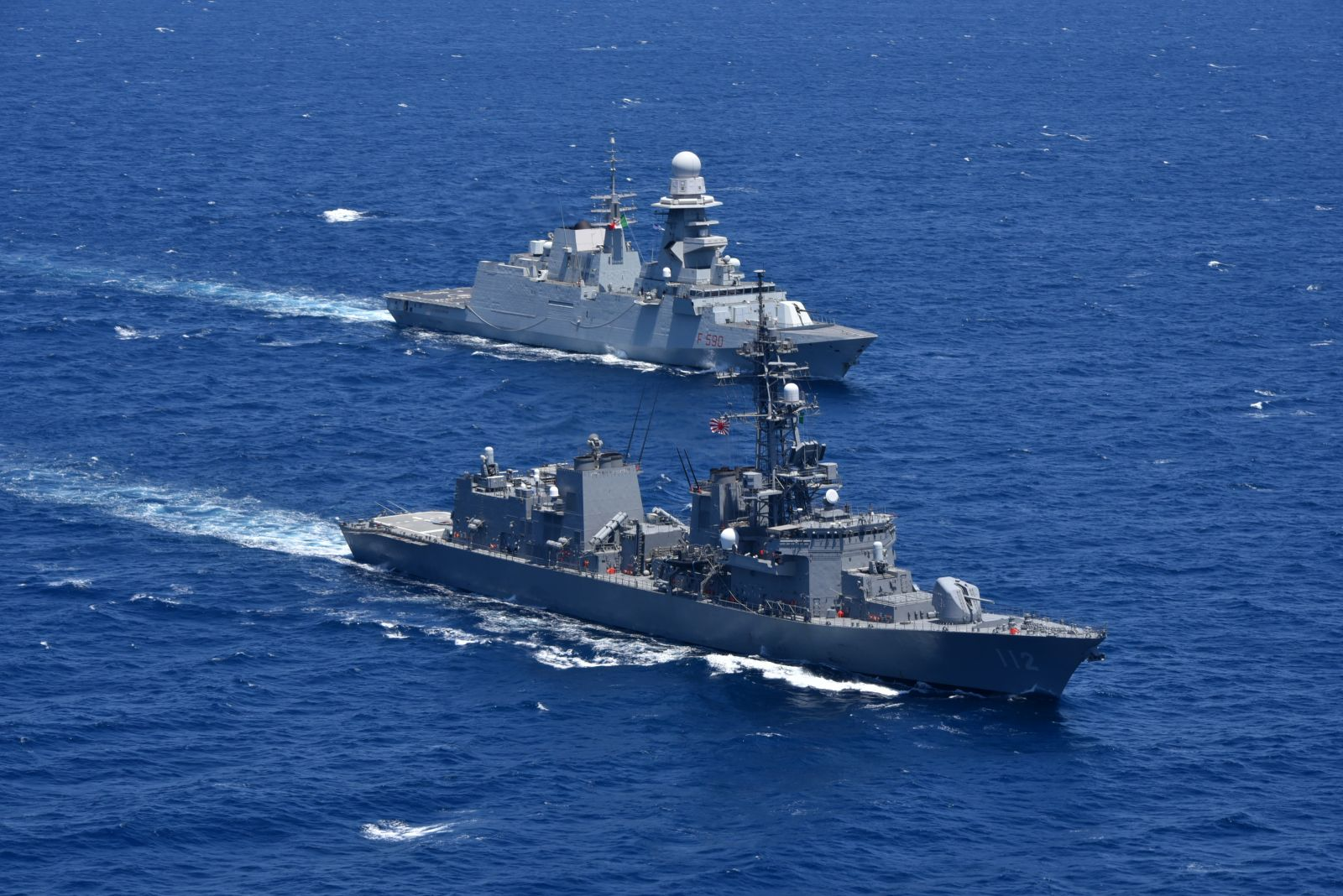
Japonský torpédoborec Makinami (vpředu) a italská fregata Carlo Bergamini (vzadu) při protipirátské akci
Plán lodi Carlo Bergamini (F 590)